# ウラギンヒョウモン
ウラギンヒョウモン（裏銀豹紋  学名Fabriciana adippe）は、チョウ目（鱗翅目）タテハチョウ科ドクチョウ亜科ヒョウモンチョウ族に属するチョウの一つ。

## 概要
夏の草原で見られるヒョウモン類では一般的。大型ヒョウモンの仲間で、翅表はヒョウモン類では一般的な模様だが、後翅裏には銀白色斑が顕著に現れる。ギンボシヒョウモンも同様に銀白色斑を持つが、後翅前縁に現れる銀白紋のうち外縁の銀白紋列を除いた内側の紋の数が本種では4つ、ギンボシは3つとなる点で区別できる。前翅表の黒条は性標で、雄にのみ現れる。
他の多くのヒョウモン類と同じく年一化性、幼虫越冬。食草は野生スミレ類。成虫は梅雨明けから晩夏にかけて発生し、花によく訪れる。クガイソウやオカトラノオなどで吸蜜する姿がよく見られる。

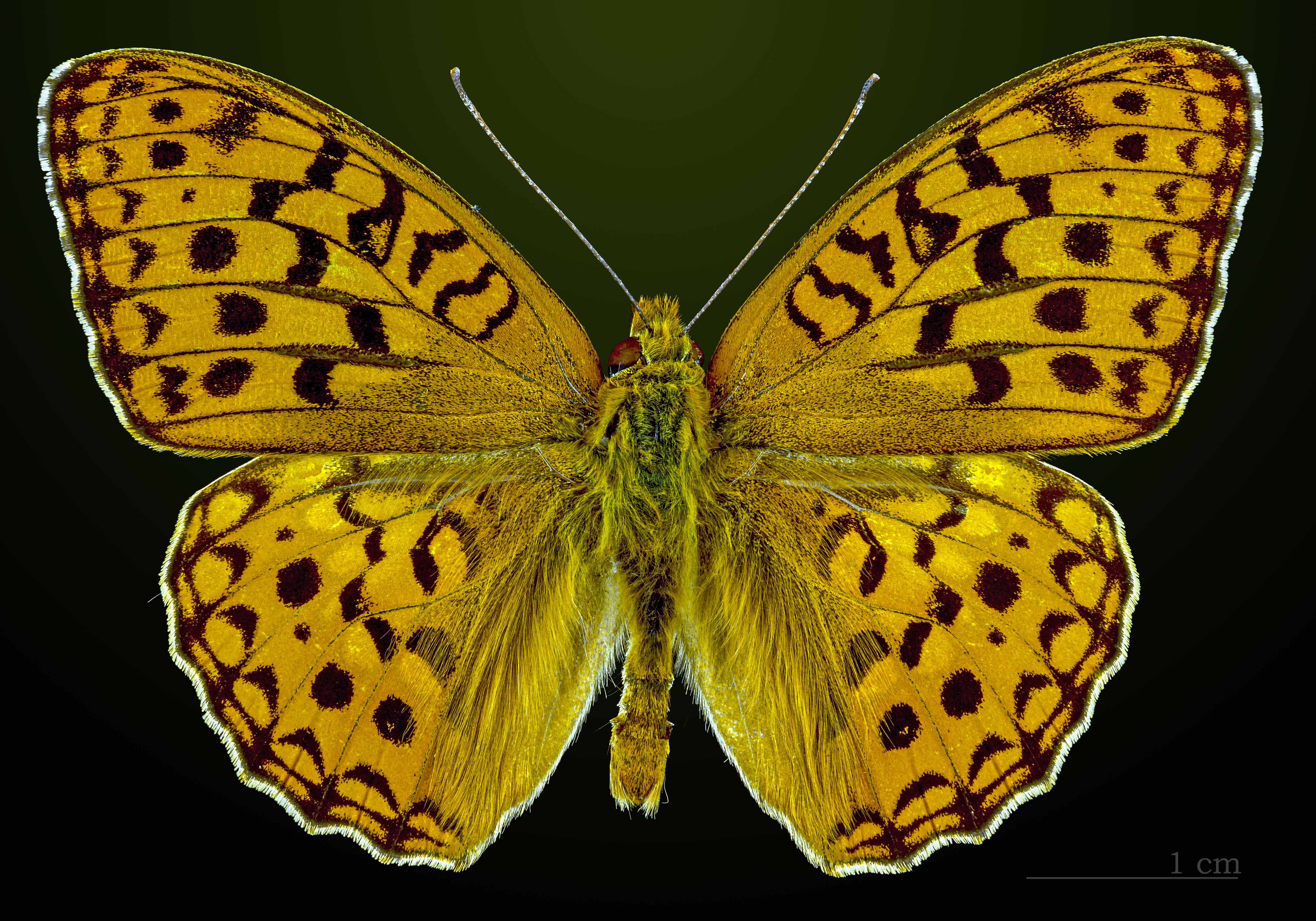
ウラギンヒョウモン
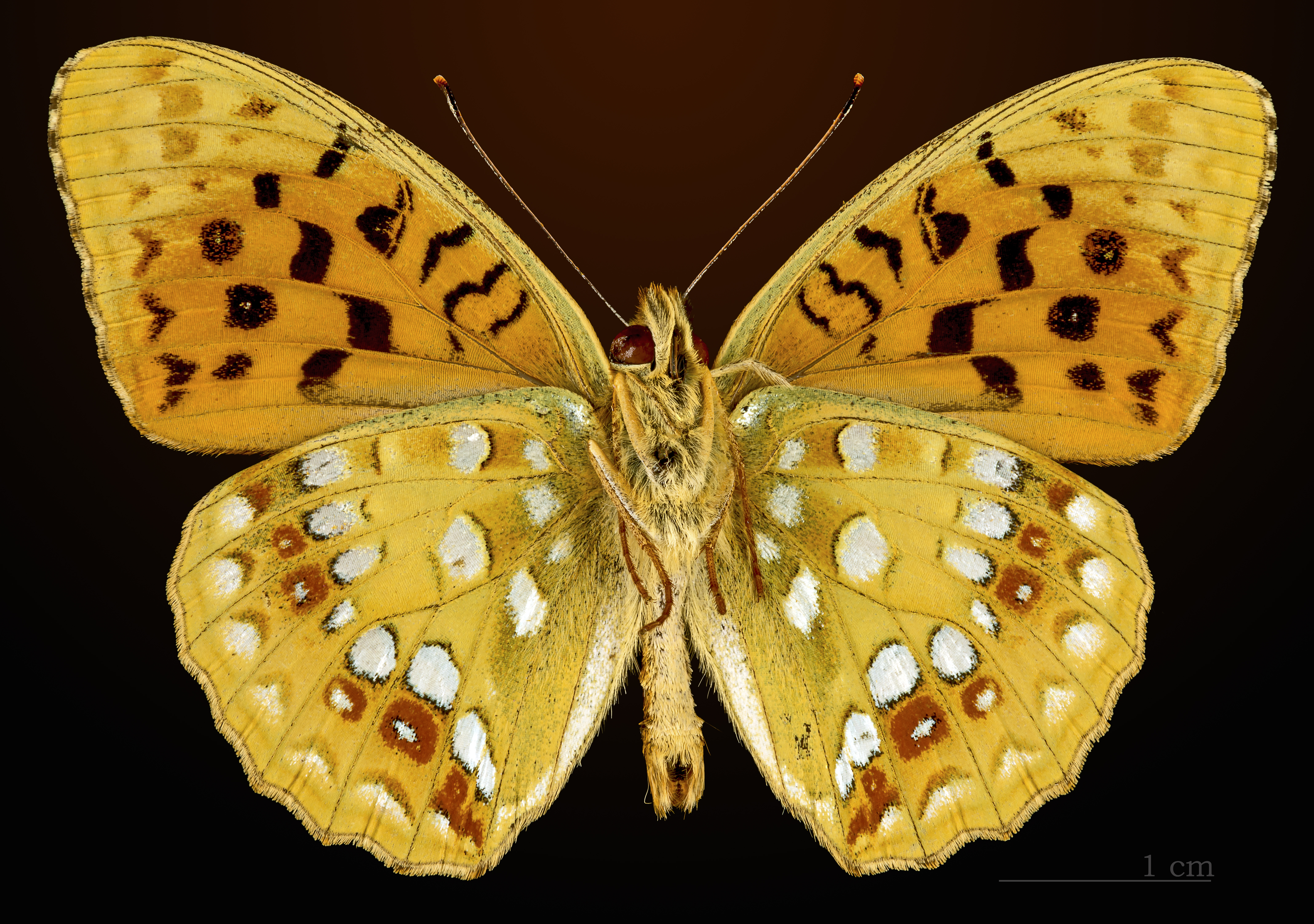
△ ウラギンヒョウモン

## 分布
日本の北海道から九州などほぼ全国に分布するが、あまり数は多くない。国外ではヨーロッパから中央アジア、シベリア、中国大陸西部までの温帯域に広く分布する。

## 分類
従来日本個体群は亜種Agynnis (Fabriciana) adippe pallescens Butler, 1873とされていたが、日本個体群はサトウラギンヒョウモン・ヤマウラギンヒョウモン・ヒメウラギンヒョウモンの3種に分けられることが示唆されている。2005年に発表されたミトコンドリアDNAを用いた分子系統解析によると、日本個体群は大陸産のA. adippeとは別系統に属し、そのうちヤマウラギンヒョウモンはニセウラギンヒョウモンA. niobe (Linnaeus, 1758) と姉妹群を形成し、サトウラギンヒョウモン・ヒメウラギンヒョウモン・ボラックスウラギンヒョウモンA. vorax Butler, 1871・A. adippeからなる系統よりも初期に分岐したという結果が得られた。サトウラギンヒョウモンとヒメウラギンヒョウモンはたがいに近縁であり、その姉妹群はボラックスウラギンヒョウモンとされた。日本産3種は提唱から長らく学名未決定種であったが、2019年にはヒメウラギンヒョウモンA. kunikanei Shinkawa & Iwasaki, 2019・ヤマウラギンヒョウモンA. nagiae Shinkawa & Iwasaki, 2019の2種が新種記載された。2015年に発表された交配実験により少なくとも2種間では生殖的隔離があることが判明している。一方で2019年に発表された大陸産の近縁種を含めた交配実験ではサトウラギンヒョウモンとボラックスウラギンヒョウモンの間に生殖的隔離がなく、この2種と同系統のヒメウラギンヒョウモンを同一種とする説が提唱された。この説に従うとサトウラギンヒョウモンの学名とされたA.palllescensおよびヒメウラギンヒョウモンのA. kunikaneiは、A. voraxの新参シノニムとなる。また2022年には、オスのタイプ標本との比較からヒメウラギンヒョウモンの学名をA. pallescens・サトウラギンヒョウモンをA. locuples Butler, 1881とする説も提唱されている。